# Scopula multiscriptata
Scopula multiscriptata är en fjärilsart som beskrevs av W. Warren 1895. Scopula multiscriptata ingår i släktet Scopula och familjen mätare. Inga underarter finns listade.